# Ellen Sharples
Ellen Wallace Sharples (Bath, 4 marzo 1769 – Bristol, 14 marzo 1849) è stata una pittrice britannica specializzata nei ritratti e nelle miniature su avorio.

## Biografia
Ellen Wallace nacque a Bath (o a Birmingham) nel Cheshire, da una famiglia quacchera. Fu allieva, all'inizio, del pittore James Sharples (1752-1811), che nel 1787 divenne suo marito, avendo 17 anni più di lei. Assieme a lui Ellen, dopo qualche tempo, emigrò negli Stati Uniti e la coppia si stabilì a Washington dove James ebbe notevole successo grazie ai ritratti di influenti personaggi americani (fra i quali lo stesso George Washington). Ellen, da parte sua, realizzò delle copie di quadri del marito. Questi lavori erano qualitativamente identici agli originali e venivano sempre apprezzati e venduti allo stesso prezzo degli originali.
Ellen e James Sharples vissero anche a Filadelfia e a New York. Ellen dipinse numerosi ritratti a pastello e soprattutto delle miniature su oggetti d'avorio, realizzate con colori ad acqua, per le quali divenne famosa.

Dopo la morte di suo marito Ellen tornò in Inghilterra, a Bristol, con la figlia Rolinda, anche lei artista, che divenne ben presto una pittrice affermata. 
Ellen Sharples morì nel marzo del 1849, all'età di 80 anni, e lasciò 2000 sterline alla Bristol Academy, che ella stessa aveva fondato per la promozione delle belle arti e la diffusione del loro insegnamento. Oggi la Bristol Academy è divenuta la "Royal West of England Academy", ma il suo sviluppo iniziale si deve sempre al lascito di Ellen Sharples. 
Sua figlia Rolinda Sharples (1793-1838), nata a New York, restò sempre a Bristol e morì prima di sua madre. Una delle sue opere più significative è The Trial of Colonel Brereton, dipinto nel 1834.

## Galleria d'immagini

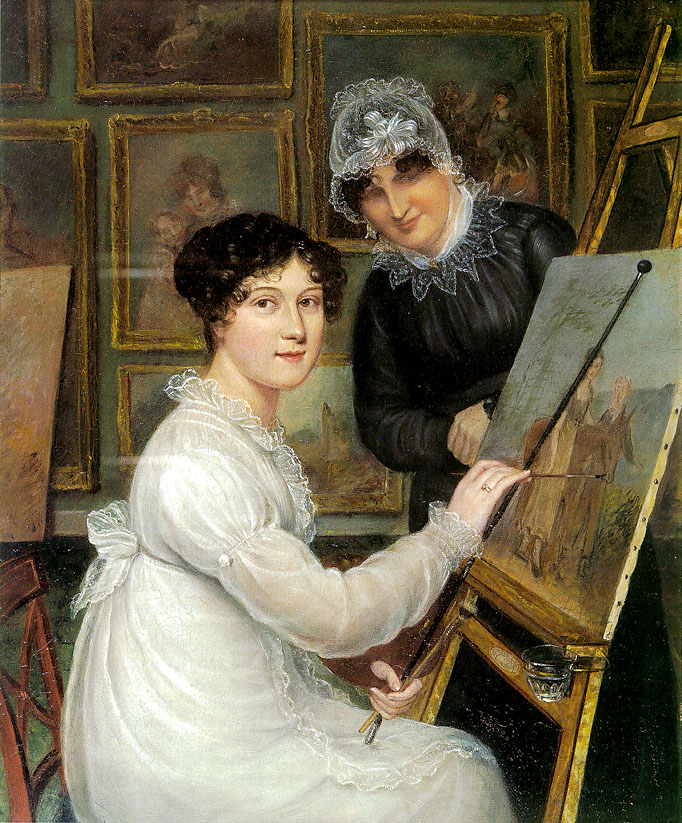
Ellen e sua figlia Rolinda
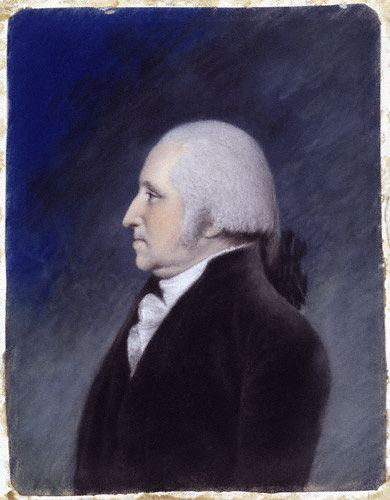
George Washington
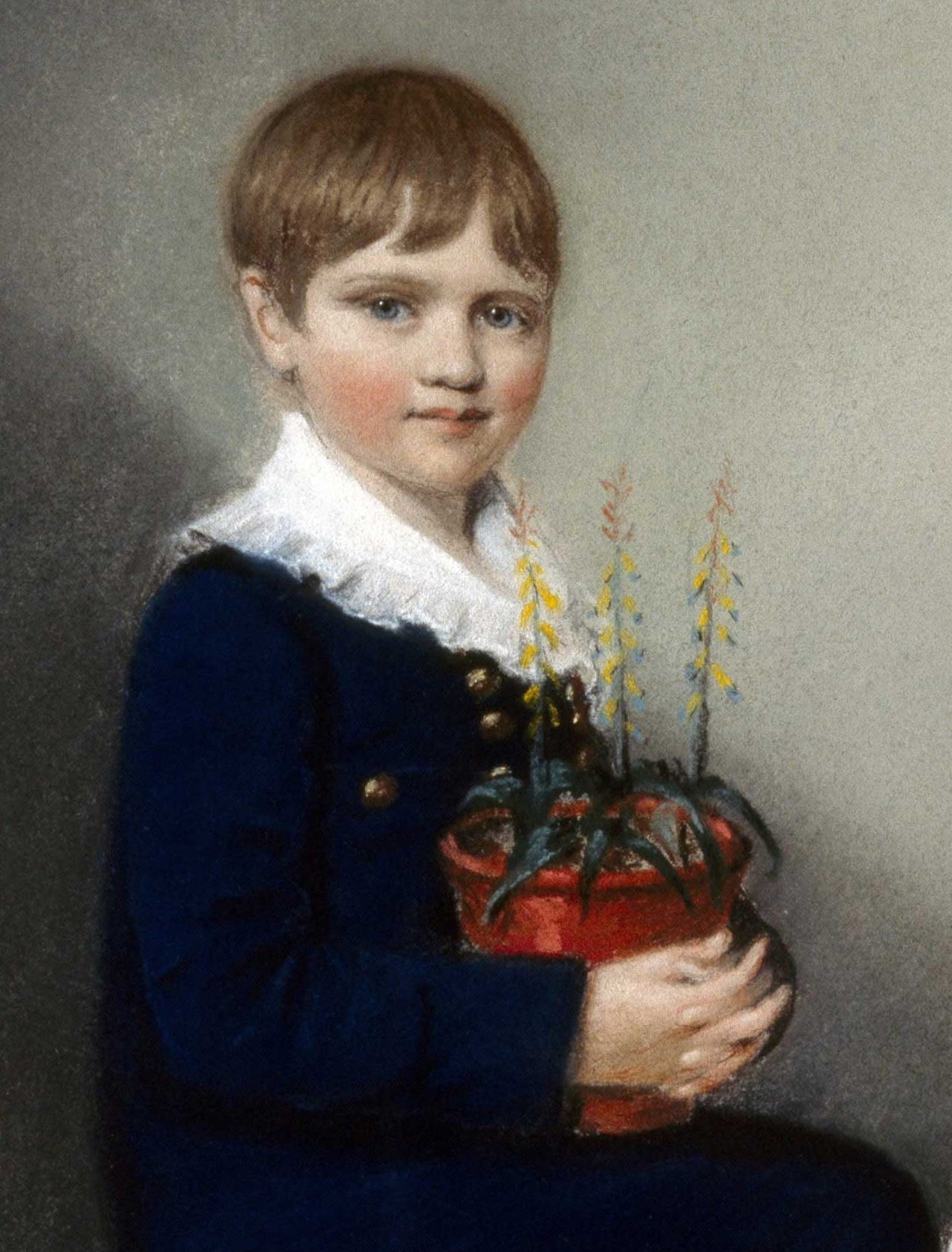
Charles Darwin
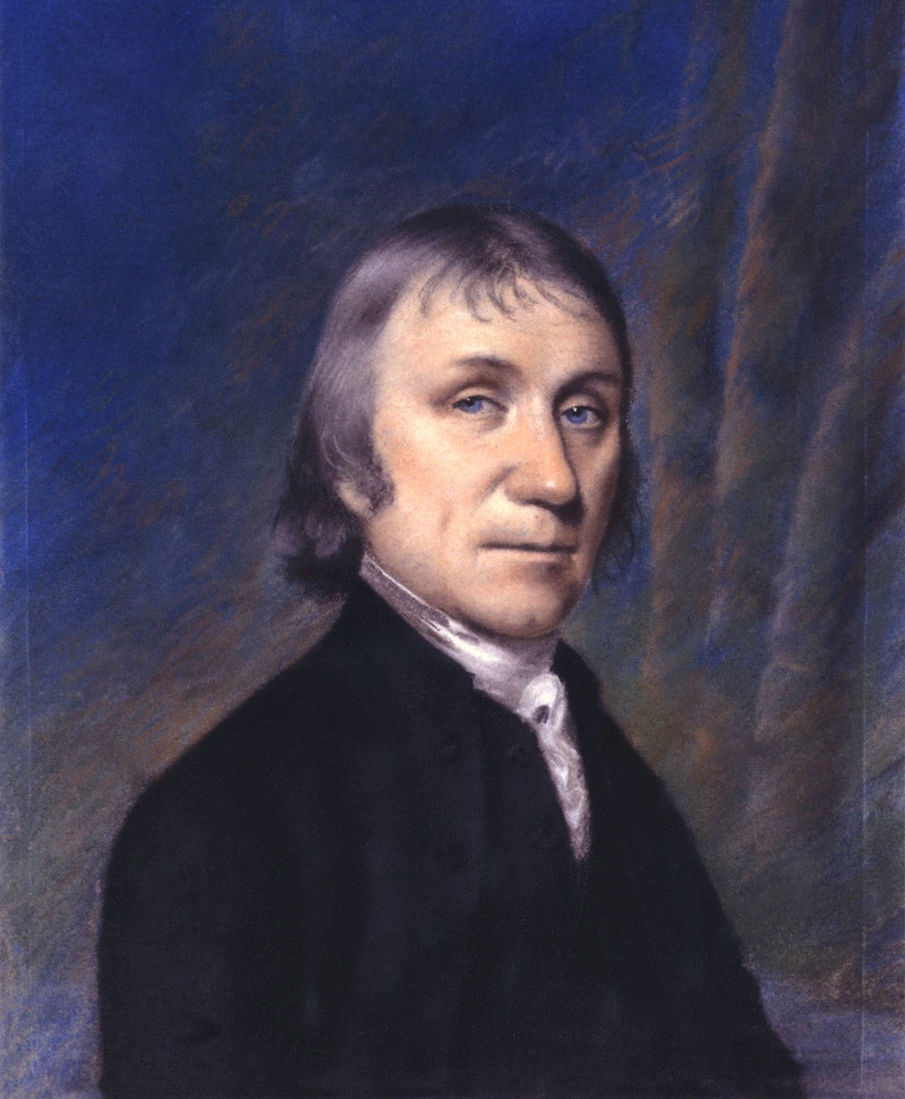
Joseph Priestley
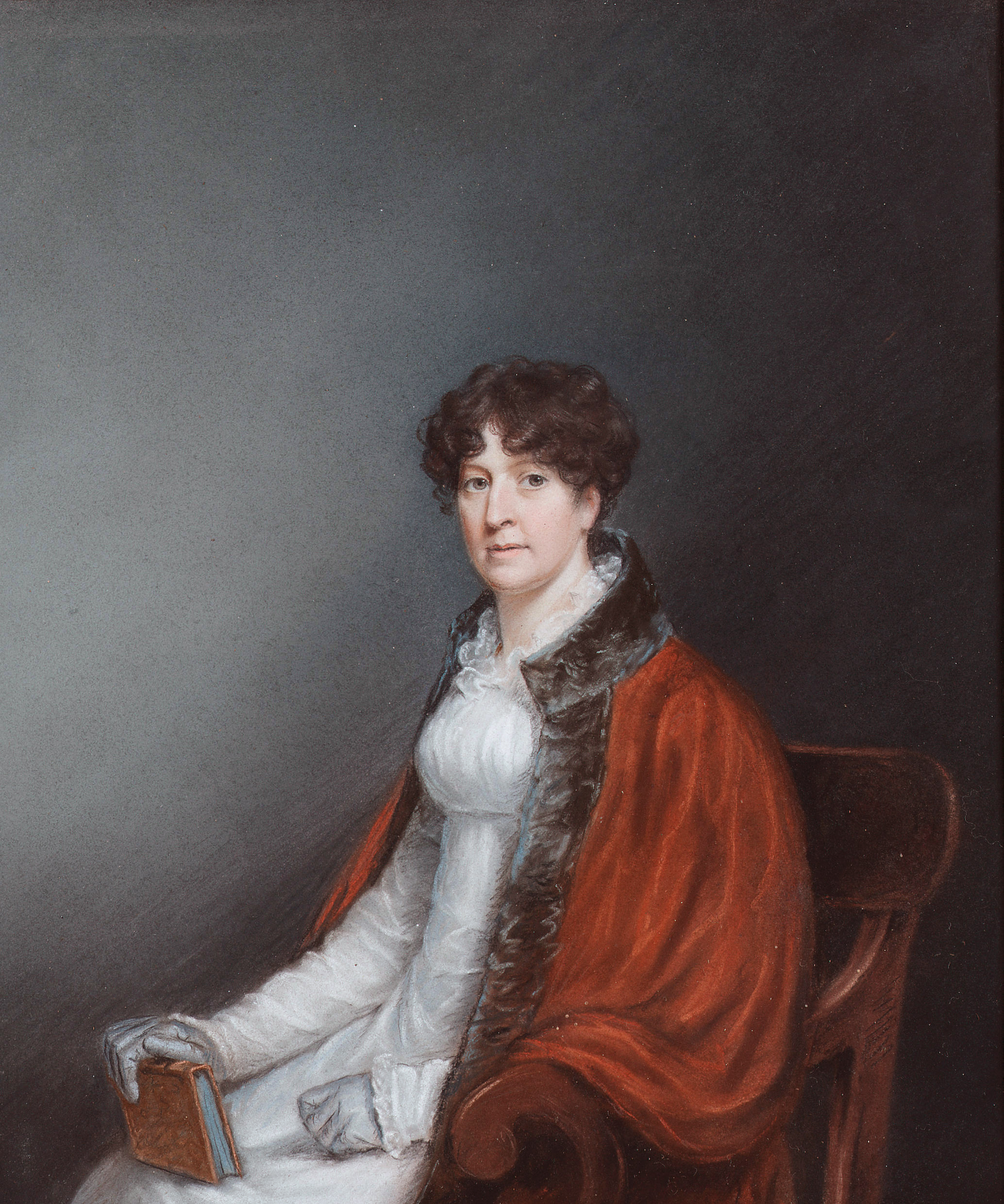
Lady Cavendish-Bentinck